# Castrul roman Pons Augusti
Castrul roman Pons Augusti este situat pe teritoriul localității Voislova, județul Caraș-Severin.